# Madre Joana dos Anjos
Matka Joanna od Aniołów (bra/prt: Madre Joana dos Anjos) é um filme de drama polonês de 1961 dirigido por Jerzy Kawalerowicz. 
Estrelado por Lucyna Winnicka, Mieczyslaw Voit e Anna Ciepielewska, venceu o Prêmio do Júri do Festival de Cannes.

## Elenco
- Lucyna Winnicka - Joan
- Mieczyslaw Voit - Jozef Suryn / Rabbi
- Anna Ciepielewska - Malgorzata
- Maria Chwalibóg - Antosia
- Kazimierz Fabisiak - Brym
- Stanislaw Jasiukiewicz - Chrzaszczewski
- Zygmunt Zintel - Wincenty Wolodkowicz